# 패트리시아 본느

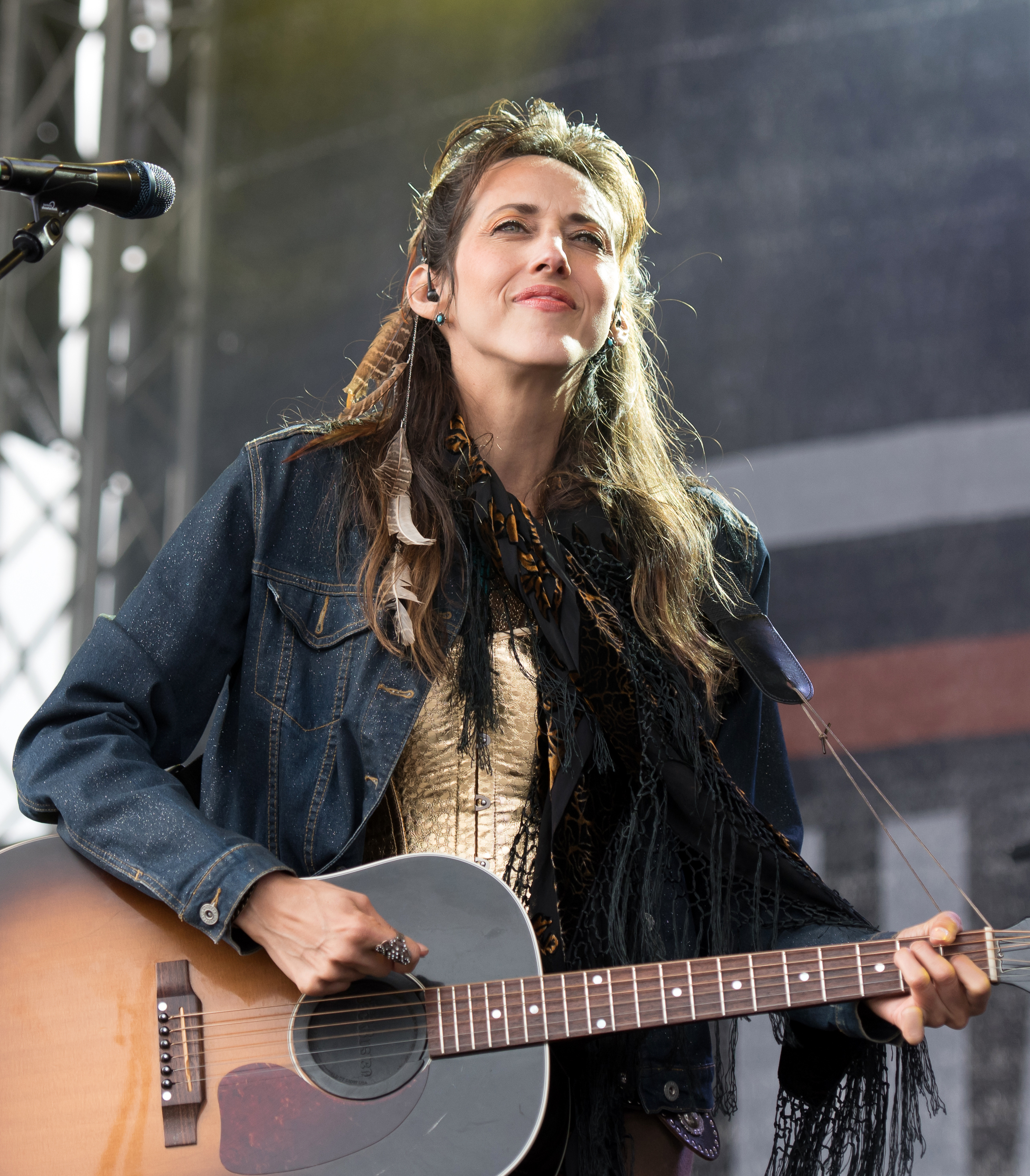

퍼트리샤 본(Patricia Vonne, 1975년 ~ )은 미국의 배우, 가수이다.
샌안토니오에서 태어났다.

## 영화
- 씬 시티: 다크히어로의 부활 (2014년) - 달라스 역
- 키퍼스 오브 더 라이트 (2010년)
- 씬 시티 (2005년)
- 데스페라도 (1995년)